# Janowo (powiat mrągowski)
Janowo (niem. Janowen, 1928–1945 Heinrichsdorf) – wieś w Polsce, położona w województwie warmińsko-mazurskim, w powiecie mrągowskim, w gminie Sorkwity.
Wieś leży nad Jeziorem Janowskim.
W latach 1975–1998 Janowo administracyjnie należało do województwa olsztyńskiego.
Przed 2023 r. miejscowość była częścią wsi Jędrychowo.